# 智頭町民すぎっ子バス
智頭町民すぎっ子バス（ちづちょうみんすぎっこバス）は鳥取県八頭郡智頭町が運行していたコミュニティバス。自家用自動車（白ナンバー）による有償運送であった。

## 特徴
- 料金は以下の通りとなっていた。
  - 均一制で大人200円、小学生・幼児100円。
- 専用定期券（智頭町総合案内所・智頭急行智頭駅で販売）
  - 通勤：1箇月6,000円、2箇月11,400円、3箇月16,200円
  - 通学（大人）：1箇月5,000円、2箇月9,500円、3箇月13,500円
  - 通学（小学生）：1箇月2,500円、2箇月4,800円、3箇月6,800円
  - 幼児：1箇月2,000円、2箇月3,800円、3箇月5,400円
- 専用回数券（智頭町総合案内所・智頭急行智頭駅で販売）
  - 1,000円券（100円券の11枚綴り）、2,000円券（200円券の11枚綴り）
- なお、一般路線の乗車券類は使用できなかった。
- 運行は日ノ丸自動車（日ノ丸バス）に委託していた。
- 休日及び1月1日 - 1月3日・8月13日 - 8月15日は全便運休していた。

## 歴史
- 2007年1月4日 運行開始。
- 2008年4月1日 鳥取自動車道福原パーキングエリア（上り線のみ）・バスストップの供用開始に伴い、本谷（山郷）線の一部便をバスストップの一般道路側駐車場内に設置された高速福原バス停経由に変更。
- 2012年4月1日 智頭町内の小学校6校が1校に統合されるのに伴い、那岐線に小学生専用のスクールバスを新設。
- 2023年3月31日 この日をもってすぎっ子バスの運行を終了。
- 2023年4月1日 すぎっ子バスの代替としてスクールバス及び住民の自家用車を活用した地域共助型の乗合タクシー「のりりん」が運行開始となる。

## 営業所（車庫）の所在地
- 日ノ丸自動車（日ノ丸バス）鳥取営業部智頭車庫
  - 鳥取県八頭郡智頭町智頭2061-1

## 路線
- 那岐線：行先表示は「智頭⇔那岐」
  - [C1] （ほのぼの -） 智頭駅前 - （〔京橋 → 小学校前 → 中学校前 → （ちづ保育園）〕） - 山根 - 石田 - （土師駅前） - 那岐駅前 - 栃本 - 河津原
    - 土曜はほのぼのに入らない。
- 那岐線（小学生専用スクールバス）
  - [C1] 小学校前 - （ノンストップ） - 山根 - 石田 - 那岐駅前 - 栃本
    - 平日のみ運行（ただし、智頭町立智頭小学校の休校日は運休）。智頭駅前・土師駅前には入らない。
- 富沢線：行先表示は「智頭⇔富沢」
  - [C2] （ほのぼの -） 智頭駅前 - （〔京橋 → 小学校前 → 中学校前 → （ちづ保育園）〕） - 豊乗寺口 - 学校前 - 出合 - （波多） - 出合 - 宇波
    - 土曜はほのぼのに入らない。
- 芦津線：行先表示は「智頭⇔芦津」
  - [C3] （ほのぼの -） 智頭駅前 - 京橋 - 小学校前 - 中学校前 - （ちづ保育園） - 郷原 - 学校前 - 芦津 - 倉谷
  - [C3] （ほのぼの -） 智頭駅前 - 京橋 - 小学校前 - 中学校前 - （ちづ保育園） - 郷原 - 学校前 - 芦津 - （倉谷） - 八河谷
    - 土曜はほのぼのに入らない。
- 本谷（山郷）線：行先表示は「智頭⇔本谷（山郷）」
  - [C4] （ほのぼの -） 智頭駅前 - 京橋 - 小学校前 - 中学校前 - （ちづ保育園） - 郷原 - 大内 - 中原 - （新田） - 中原 - 福原 - （高速福原） - 駒帰
    - 土曜はほのぼのに入らない。

## 運行車両

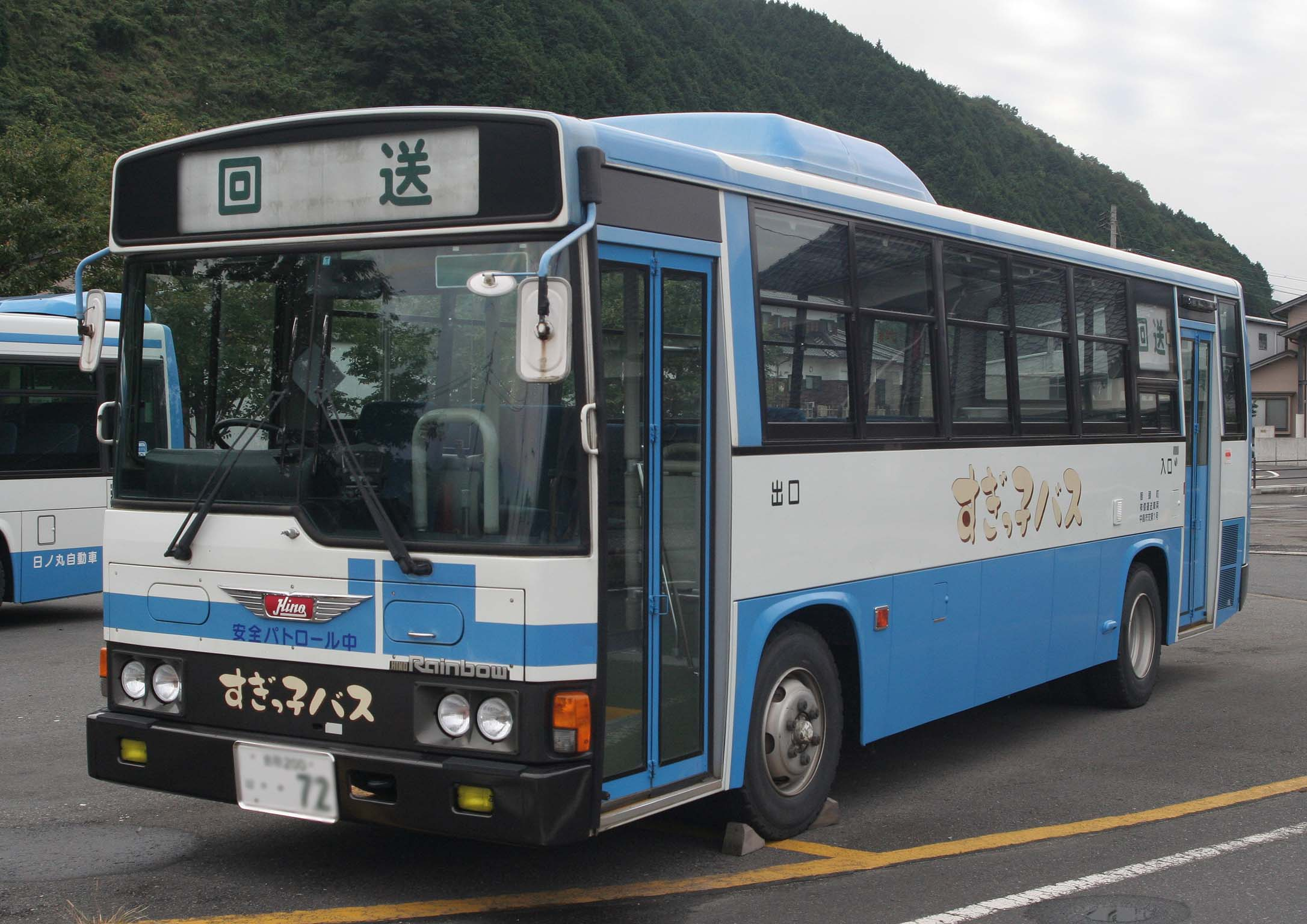
智頭町民すぎっ子バス（日野・レインボー車両　日ノ丸自動車路線バスと同じデザイン　智頭駅前、2007年10月1日）

- 中型バス5台（日野・メルファ4台と日野・レインボー1台）で運行。「日野・メルファ」のうち3台は日本宝くじ協会からの助成金で寄贈された「宝くじ号」、あとの1台は智頭町の特別利用債で購入した車両である。「日野・レインボー」は予備車で、日ノ丸自動車から移籍した車両である。
- 智頭町内の小学校6校が1校に統合されるのに伴い、2012年に大型バス1台（いすゞ・エルガ）が購入された。この車両は那岐線の小学生専用スクールバスとして使用されている。

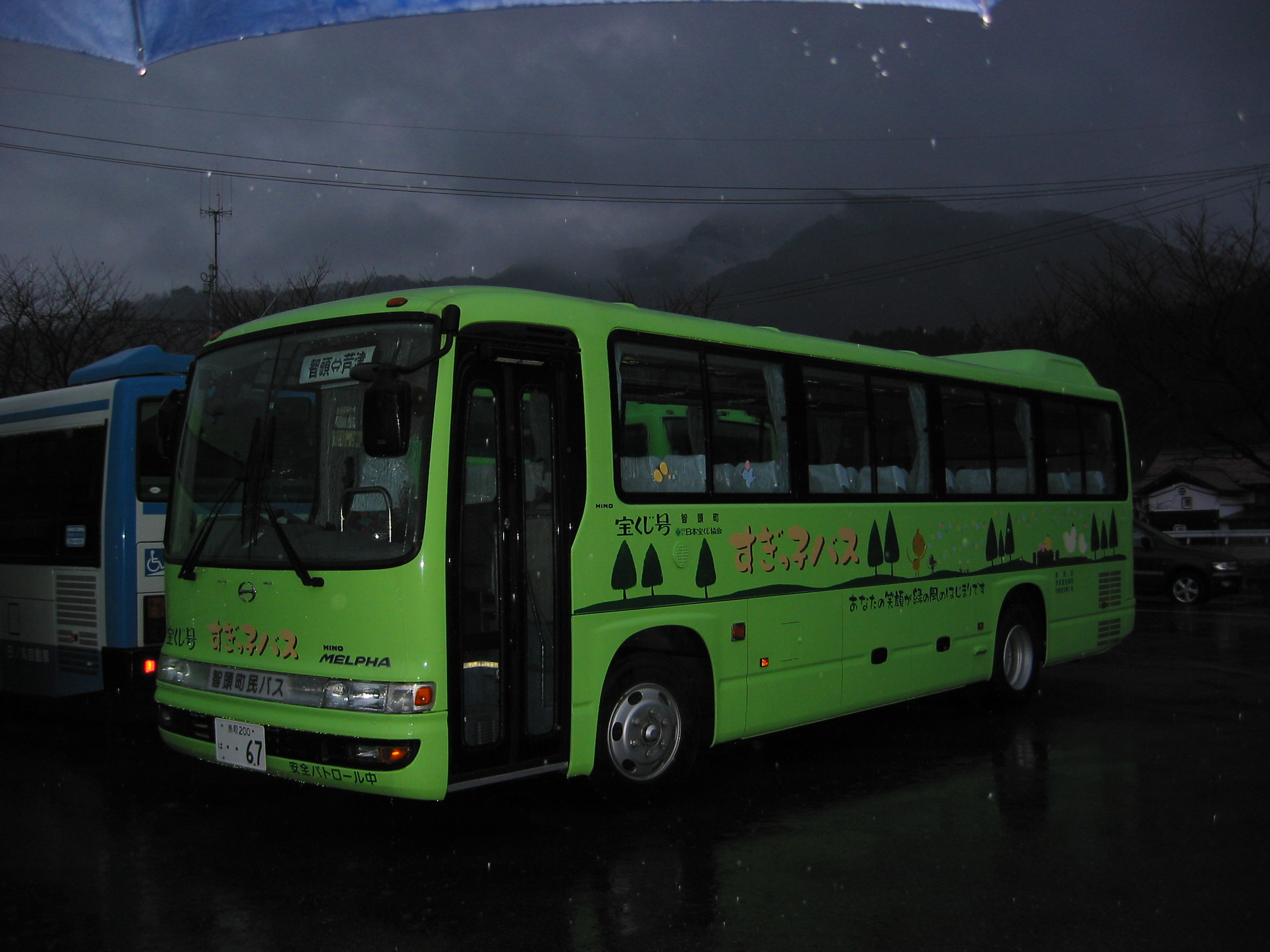
日野・メルファ（宝くじ号）
（2007年2月）